# 투게더 (2021년 영화)
투게더(Together)는 캐나다에서 제작된 알버트 신 감독의 2021년 단편 영화이다.
2021년 토론토 국제 영화제에서 초연되었다.